# Palacio Cantacuzino

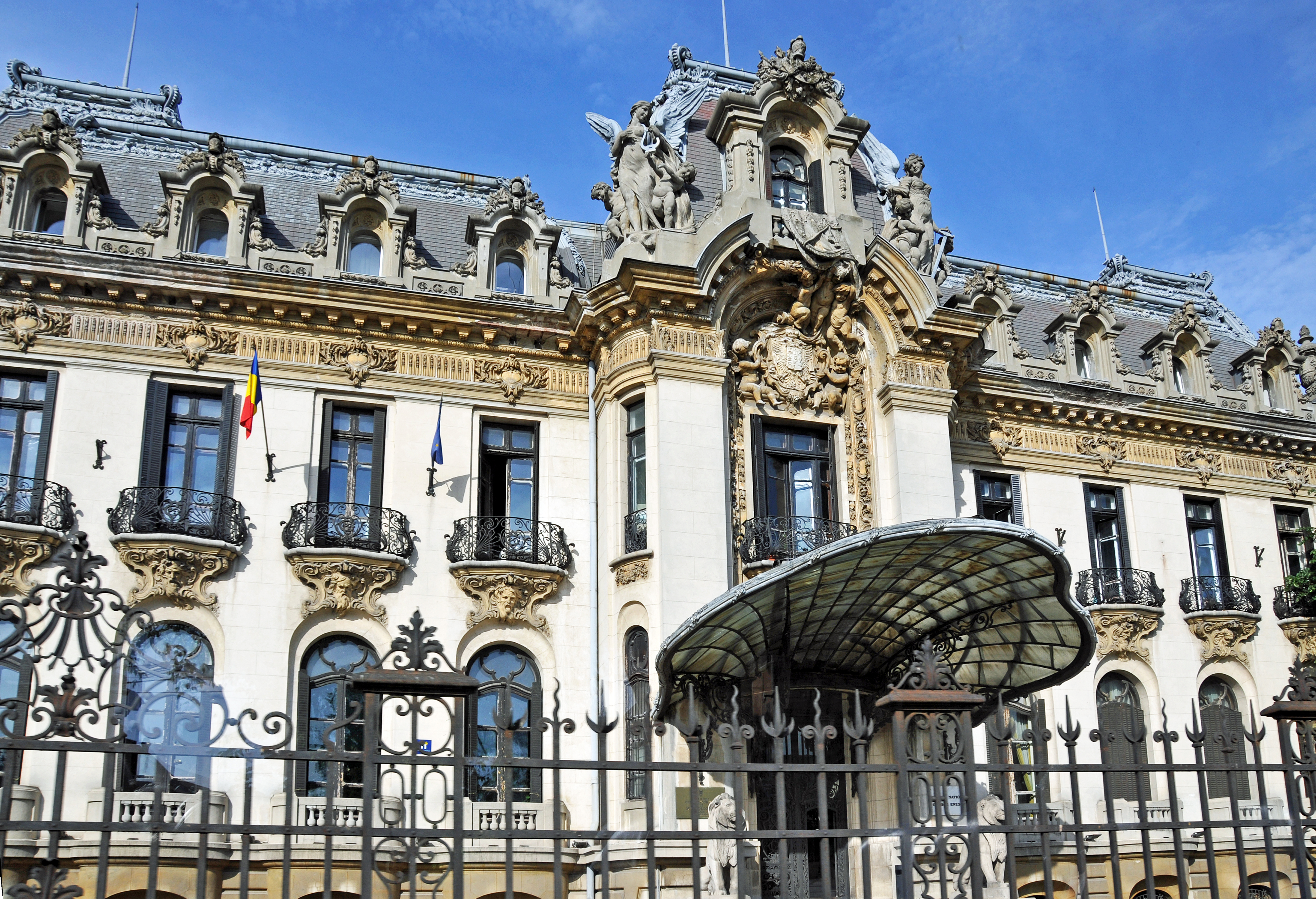
El Palacio Cantacuzino de Bucarest.

El palacio Cantacuzino de Bucarest, Rumanía, se sitúa en la céntrica Calea Victoriei, número 141. De grandes proporciones y un estilo ecléctico que fusiona los estilos barroco y Art Nouveau fue ideado por el arquitecto Ion Berindey. En la actualidad aloja el Museo de la Música Rumana.
Se levantó entre 1901 y 1903, encargado por Gheorghe Cantacuzino, alcalde de Bucarest y anteriormente primer ministro. Fue residencia de la aristocrática familia Cantacuzino hasta su expulsión en 1945, tras el establecimiento del régimen comunista. En 1956, se convirtió en Museo George Enescu.